# Oroszlánfejű makákó
Az  oroszlánfejű makákó vagy más néven wanderu (Macaca silenus) a cerkóffélék családjába (Cercopithecidae), azon belül pedig a cerkófmajomformák alcsaládjába (Cercopithecinae) tartozó faj.
Több magyar néven is ismert faj, hívják sörényes makákónak és barkós páviánnak is (holott semmi köze a páviánokhoz, egyértelműen egy makákófaj).
Az emsemakákó (Macaca nemestrina) legközelebbi rokonai.

## Előfordulása
Kizárólag India délnyugati részén, a Nyugati-Ghátok hegység nedves, örökzöld trópusi erdeiben élnek.

## Megjelenése
Fényes fekete bundájával, feltűnő szürkés hajkoszorújával és szakállával (melyről nevét is kapta), minden bizonnyal ez a makákófaj nemének legszebb képviselője. 
Csupasz arca fekete színű.
45-60 centiméteres hosszával és 3-10 kilogrammos testsúlyával a legkisebb makákófajok közé tartozik.
Farka, ellentétben közeli rokonával, az emsemakákóval, 25 centiméter hosszú és fekete bojt van a végén.
Farkának alakja az oroszlánra hasonlít, innen nyerte el angol nevét (Lion-tailed Macaque), mely oroszlánfarkú makákót jelent. 
Olykor magyarul is nevezik így.

## Életmódja
Nappali életmódú esőerdőlakó majmok. Kedvenc tartózkodási helyük a 30 méter magas faóriások lombkoronája.
Néha mégis a földön keresnek táplálékot, de a legkisebb gyanús jelre újra visszamenekülnek a fákra.
Ebben a vonatkozásban ellentétes a viselkedésük legközelebbi rokonaikkal, az emsemakákókkal, melyek alapvetően földön élő majmok.
Viszonylag kicsi, 10-20 tagú csapatokat alkotnak. A csapat többnyire egyetlen hímből, több nőstényből és azok utódaikból áll.
Sajátos viselkedési forma a csapatot irányító hím hangos kiáltása, ami a többi makákófaj esetében nem tapasztalható.
A hanggal nem csak irányítja, hanem össze is tartja csapatát, a közelben levő egyéb csoportokat pedig figyelmezteti a jelenlétükre.
Elterjedési területén él egy másik makákófaj is, a parókás makákó (Macaca radiata). Ezzel olykor keveredik is, de többnyire térben osztják fel az erdőt, a parókás makákó inkább a talajszinten mozog, az oroszlánfejű makákó pedig inkább a fákon.
Más makákófajokkal ellentétben lehetőleg kerülik az ember közelségét.
Tartózkodásuk abból ered, hogy sokáig vadásztak rájuk bundájuk miatt és azoknak a hegyi jellegű erdőknek is jó részét kiirtották már, ahol éltek.
Az oroszlánfejű makákók virágokkal, gyümölcsökkel, hajtásokkal, rügyekkel, diófélékkel táplálkoznak, de elfogyasztják a levelek között talált rovarokat is.

## Szaporodása
A nőstény 6 hónapig tartó vemhessége után, többnyire egyetlen kölyköt hoz a világra. Az anya kölykét több mint egy évig szoptatja és a fiatal állat négy-hat évig marad szülőcsoportjában. Ezután elhagyják csoportjukat és a nőstények egy másik csoporthoz csatlakoznak, melynek életük végéig tagjai maradnak. A hímek megpróbálják elhódítani egy másik csoport hímjétől nőstényeit, de ez többnyire csak több év után sikerül nekik.
Élettartama vadon 20 év körül van, fogságban 30 évig is elélhet.

## Természetvédelmi helyzete
Az oroszlánfejű makákó a makákók leginkább veszélyeztetett faja és egyike a legritkább majomfajoknak. 
A Természetvédelmi Világszövetség (IUCN) becslése alapján kevesebb, mint 2500 felnőtt egyede élhet jelenleg.
Az élőhelyén tapasztalt nagyarányú erdőirtás és a faj emberekkel szembeni fokozott idegenkedése vezetett ilyen mérvű megritkulásához.
A faj megmentése érdekében nemzetközileg összehangolt fajmentési programot indítottak.
Nagyjából 300 egyedük élhet fogságban. Több európai állatkertben is tartják, de ritkaságnak számít. 
Magyarországon jelenleg sehol nem tartják, korábban a Szegedi Vadasparkban élt egy pár.

## Képek

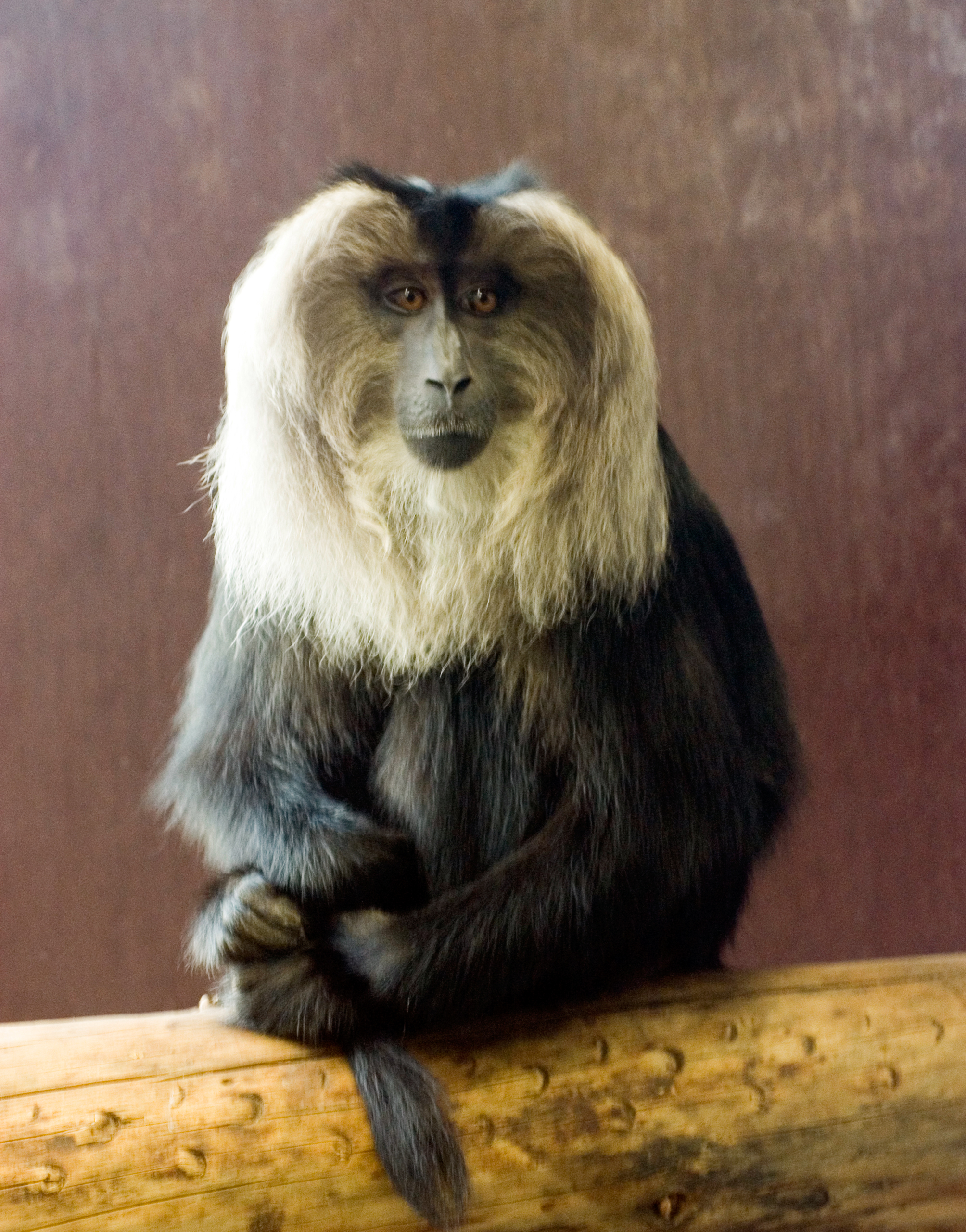
Oroszlánfejű makákó
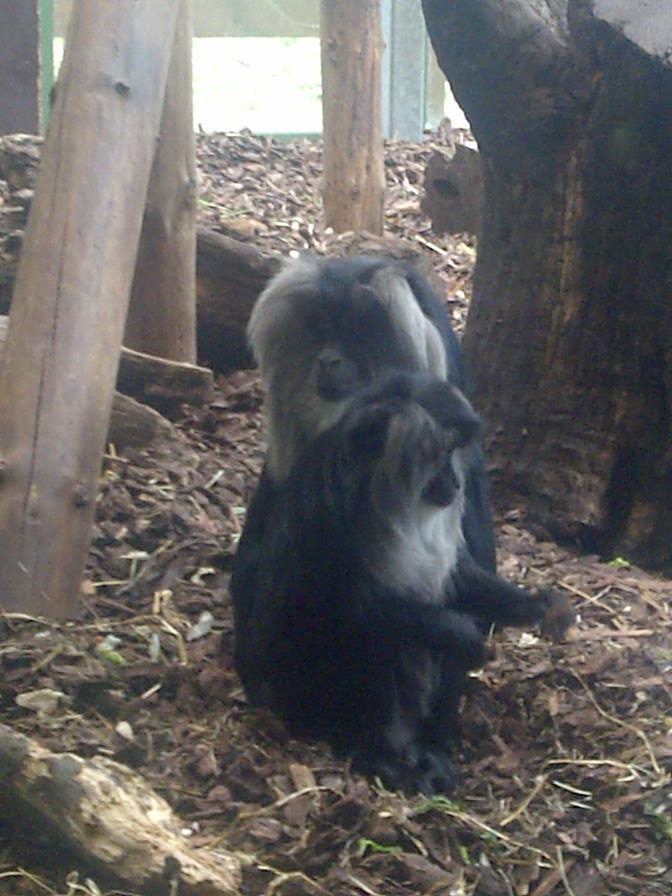
a bristoli
állatkertben
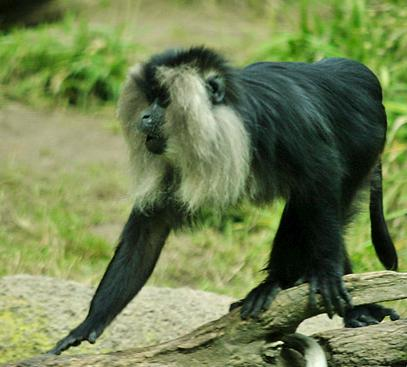